# Negrești, Strășeni
Negrești este un sat din raionul Strășeni, Republica Moldova.

## Administrație și politică
Componența Consiliului local Negrești (9 consilieri), ales la 5 noiembrie 2023, este următoarea:
|  | Partid                                       | Consilieri | Componență | Componență | Componență | Componență |
|  | -------------------------------------------- | ---------- | ---------- | ---------- | ---------- | ---------- |
|  | Partidul Liberal Democrat din Moldova        | 4          |            |            |            |            |
|  | Partidul Acțiune și Solidaritate             | 2          |            |            |            |            |
|  | Partidul Național Liberal                    | 1          |            |            |            |            |
|  | Partidul Socialiștilor din Republica Moldova | 1          |            |            |            |            |
|  | Partidul Social Democrat European            | 1          |            |            |            |            |

## Personalități
- Mihail Curicheru (1910–1943), jurnalist și scriitor, victimă a deportărilor staliniste